# I temerari del West
I temerari del West (The Raiders) è un film del 1963 diretto da Herschel Daugherty.

## Distribuzione
Il film fu distribuito nel dicembre del 1963 negli Stati Uniti d'America e nel luglio 1964 in Italia.